# Pagode de porcelaine de Nankin
La tour de porcelaine (ou pagode de porcelaine) de Nankin (chinois : 南京陶塔; hanyu pinyin : Nánjīng Táotǎ), également connue sous le nom de bàoēn  sì (qui signifie « Temple de la Gratitude »), en abrégé la Tour de Porcelaine ou la Pagode de Porcelaine, était une pagode bouddhiste située sur la rive sud du Yangzi Jiang à Nankin, en Chine. Elle fut détruite en 1856 par les Taiping ; une réplique moderne fut édifiée en décembre 2015 sur le site ,.

## Description

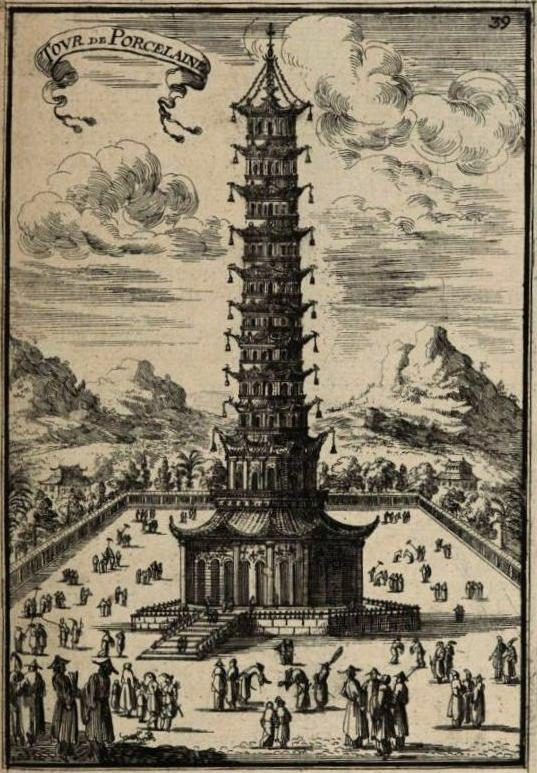
La « Tour de Porcelaine » (Manesson Mallet, 1683).

Si la pagode de porcelaine est aujourd'hui disparue, il nous en reste cependant un certain nombre de descriptions, et en particulier des comptes rendus de voyageurs occidentaux du XIXe siècle de passage à Nankin, tels que le colonel anglais Arthur Cunynghame, lors de la visite qu'il fit dans cette ville au mois d'août 1842. 
La pagode était octogonale, avec une base de 25,6 mètres de diamètre, pour la tour proprement dite (et 29,3 mètres en comptant la véranda de pierre). Le diamètre intérieur en était de 14 mètres, et l'épaisseur des murs atteignait 3,20 mètres. Une fois construite, elle était l'un des plus grands édifices de Chine, culminant à 79,6 mètres (261 pieds) et comportant huit étages,. De l'avis du Colonel Cunynghame et des hommes qui l'accompagnaient, il s'agissait de l'un des plus beaux monuments du monde, excédant de loin les attentes pourtant flatteuses qu'ils en avaient conçues d'après ce qu'on leur en avait dit. 
Chacun des étages était consacré à une divinité bouddhiste, et les murs de chacun étaient ornés de tuiles dorées, représentant Ma-tso-poo, la reine du Ciel (en). On procédait d'un étage au suivant par un escalier fort étroit, dont les premières marches étaient de briques et les suivantes de bois. Les différents étages étaient tous identiques, à l'exception de la divinité à laquelle chacun est consacré, et de la superficie de plus en plus réduite des pièces au fur et à mesure de la montée.
Les tuiles de porcelaine qui recouvraient la face extérieure des murs étaient si exactement ajustées que, même vues de fort près, elles produisaient l'illusion que la tour n'était couverte que d'un revêtement de porcelaine continu. Le toit était surmonté d'une sphère dorée en forme de poire. Une tige de fer d'une épaisseur considérable encerclait le haut de la pagode, à laquelle étaient accrochés des anneaux d'or, d'où pendaient gracieusement 152 chaînes.
On disait que le revêtement de porcelaine de la pagode reflétait la lumière du soleil. La nuit on allumait les 140 lampes à huile de la pagode pour l'illuminer, ce qui ne nécessitait pas moins de 40 litres d'huile chaque nuit (neuf gallons anglais). 
On travailla la porcelaine au vernis et au cérame, créant des dessins d'animaux, de fleurs et de paysages sur la façade, les couleurs utilisées étant le vert, le jaune, le brun et le blanc. On la décora aussi avec des images bouddhistes.

## Histoire

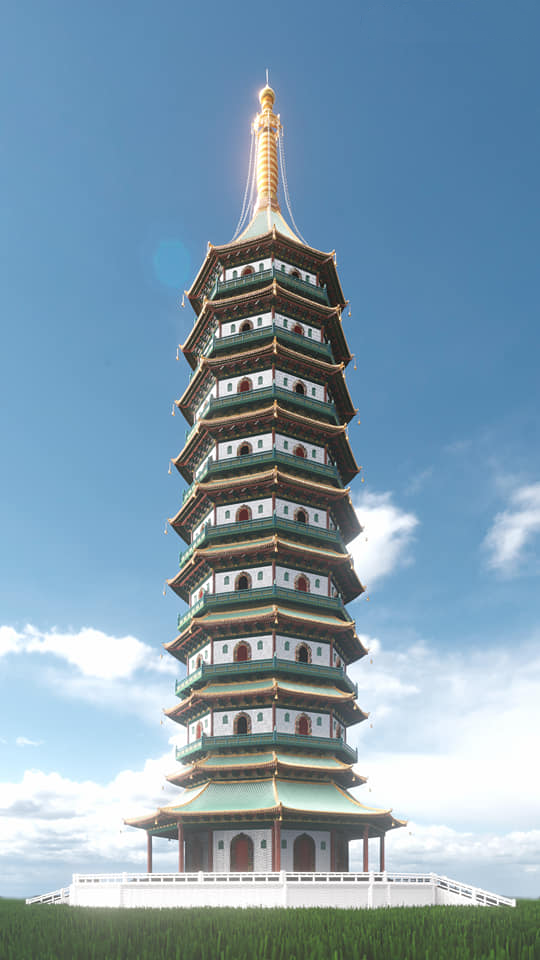
Vue d'artiste de la tour de Porcelaine avant sa destruction en 1856.

La tour fut dessinée par l'empereur chinois Yongle peu avant le début de sa construction au début du XVe siècle[réf. nécessaire]. Lorsque des Occidentaux la virent pour la première fois et en parlèrent dans leurs livres et journaux, certains considérèrent qu'il s'agissait là d'une nouvelle Merveille du monde[réf. nécessaire].
En 1801, la foudre frappa la tour, détruisant les trois étages d'en haut, mais elle fut bientôt réparée. Dans un livre de 1843, Granville Gower Loch donne une description détaillée de la tour. 
Dans les années 1850, une guerre civile sévit dans la région : les rebelles Taiping occupent Nankin, qu'ils rebaptiseront Tianjing (« Capitale céleste »). Ils détruisent les images bouddhistes ainsi que l'escalier pour éviter que leurs ennemis Qing n'utilisent la tour comme tour d'observation de leurs mouvements dans la ville. Des marins américains arrivent en mai 1854 et visitent la tour, et deux années plus tard les rebelles la détruisent complètement. 
Les ruines de la tour furent oubliées ; ce n'est que récemment que l'idée d'une reconstruction a émergé ; en 2010, Wang Jianlin a attribué une donation d'un milliard de yuans à la ville de Nankin à cet effet.